# Mišnjak (Rab)
Mišnjak je nenaseljeni otočić u hrvatskom dijelu Jadranskog mora.
Otočić, na kojemu se nalazi svjetionik, lukobranom je povezan s otokom Rabom. Njegova površina iznosi 0,03 km². Dužina obalne crte iznosi 0,8 km.

## Vanjske poveznice
|  | Zajednički poslužitelj ima još gradiva o temi Mišnjak (Rab) |